# Cinematk
Cinematk (conocido también por CTK) fue un canal de televisión privado español de pago, producido por Chello Multicanal. Cinematk se centraba en la emisión de cine independiente, de autor, alternativo, moderno, actual y vanguardista. El canal dedicaba cada noche una franja temática especial: sesión doble, grandes directores, ciclos, cine de oriente, cine europeo e independiente.

## Historia

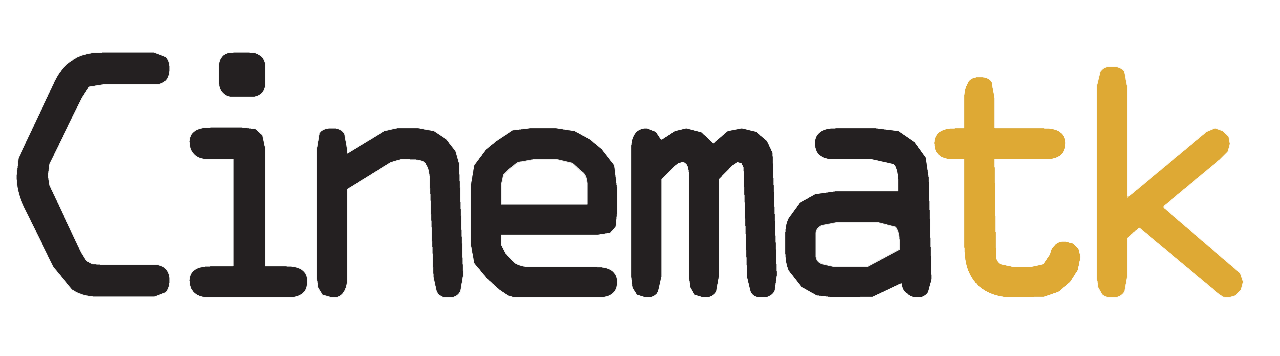
Logotipo del canal desde 1997 hasta 2005.

Cinematk nació el 15 de septiembre de 1997, junto con el lanzamiento de Vía Digital, plataforma de televisión de pago por satélite donde el canal iba a estar disponible.
En 1998 nació Ono, una empresa de telecomunicaciones que ofreció una oferta de televisión por cable, que ya incluía algunos canales de la productora catalana como Cinematk.
En el año 2000, Telecable lanza un paquete llamado "Opción Premium" donde se encuentran cuatro canales de Mediapark: Showtime Extreme, Cinematk, Canal Palomitas y Canal 18.
Tres días antes del lanzamiento de la plataforma de televisión de pago Quiero TV, se anunció que Mediapark ofrecería a los abonados de esta plataforma dos canales de Mediapark que ya se ofrecían a través de Vía Digital: Canal Palomitas y Cinematk (aunque este último sólo emitía durante la madrugada).
En abril de 2002, diversas compañías proveedoras de cable en diferentes sitios de España se fusionaron dando paso a AunaCable, que presentó una oferta de televisión con el canal ya incluido.
El canal desapareció el 30 de junio de 2002 en Quiero TV debido al cese de la plataforma digital.
En junio de 2003, Mediapark y Euskaltel llegaron a un acuerdo para incorporar en la empresa de telecomunicaciones vasca, cinco canales temáticos que producía Mediapark: Natura, Canal Star, Cinematk, Showtime Extreme y Canal 18. En ese mes también se renovó el contrato de Cinematk y otros canales de Mediapark para dos años más en la oferta televisiva de Ono.
El 21 de julio de 2003 Cinematk salía de Vía Digital debido a la fusión de la plataforma con Canal Satélite Digital. Aunque hubiera desaparecido de dos plataformas digitales, el canal aún se encontraba en operadores de cable como AunaCable, Ono, Telecable y Euskaltel.
En enero de 2005, el canal renueva su imagen corporativa junto con el grafismo que también recibe un cambio radical.
El 1 de octubre de 2014, el canal fue cesado por la empresa AMC Networks International Iberia porque el canal hacía competencia al canal propio Sundance Channel (España).